# 全球变暖的效应

气候变化的主要原因及其影响。部分影响还会对气候变化造成反馈，进一步加剧变化程度。

全球暖化效應（英語：Effects of climate change）是指人类造成的气候变化对地球环境、生态系统和人类社会带来的影响。气候变化的影响程度取决于各国能够达成的温室气体减排总量，以及各地区对该变化的适应能力。科学家针对气候变化作出的预测，例如海冰融化导致的海平面上升、更频繁的热浪等，如今已成为现实。不同地区气候变化程度不一，陆地区域的变化快于海洋，高纬度地区的变化快于热带。全球暖化通过加快冰川融雪速率、改变水文周期（例如降雨）、改变洋流等方式影响区域气候。
气候变化带来的物理影响包括极端天气、冰川消融、海平面上涨、北冰洋海冰融化以及季节性事件（例如春季洪水）。自1970年以来，海洋吸收了气候变化产生的大約90%余热。即使全球表面气温维持稳定，海平面也仍会因此而上涨，在后续的几个世纪里，海水仍会持续吸收大气中的热量。海水吸收的大气二氧化碳造成了海洋酸化。
气候变化导致的气温升高、干旱和山火加剧了水土流失。最近的气候暖化对自然生态系统带来了巨大影响。全球范围的生物都在往温度更低的区域迁徙。陆地生物往高海拔迁移，海洋生物则前往深海寻找低温海水。有1%-50%的陆地物种被认为因气候变化而面临更高的灭绝风险。珊瑚和贝类尤其容易受到全球暖化和海水酸化的影响。
气温上升也为淡水资源和粮食安全带来了威胁。气候变化对人类健康的影响巨大，直接影响表现为高温压力，间接影响包括加剧传染病的传播。人们所受的影响也因工作行业与所在国家而存在差异。富裕国家排放了最多的二氧化碳，但因其经济实力较强，受气候变化影响较小。受气候变化影响最大的行业包括农业、渔业、林业、能源、保险、金融服务、旅游业及休闲活动。部分社会群体受气候变化的影响更大，例如穷人、妇女、儿童和原住民，这些群体对气候变化的应对能力较弱。气候变化可能迫使人们迁徙，这种情况常见于发展中国家，因为这些国家居民大多直接依靠土地获取食物。
政府间气候变化专门委员会（IPCC）第二工作小组发布的报告包含了目前对气候变化的认知汇总，第一工作小组发布的报告包含了对气候变化的预测。

## 温度变化趋势

2011-2021的平均气温相较于1956-1976平均气温的变化。来源：NASA

全球暖化会影响气候系统中的所有要素。目前全球表面温度已上升1 °C ，并预计会在未来持续上升。夜间温度的上升幅度高于日间。全球暖化对环境、野生动物和人类社会的影响程度取决于温度上升的幅度。
为了预测人类造成的气候变化，科学家研究了地球过去曾发生的自然气候变化。他们调查了树的年轮、冰核、珊瑚礁以及海洋与湖泊沉积，发现目前全球气温高于过去2000年的任何时间。到2100年，全球气温或将达到自上新世中期（大约300万年前）以来的最高点。到那时，全球气温将比工业革命前升高 2-4 °C，海平面比今天高25米。

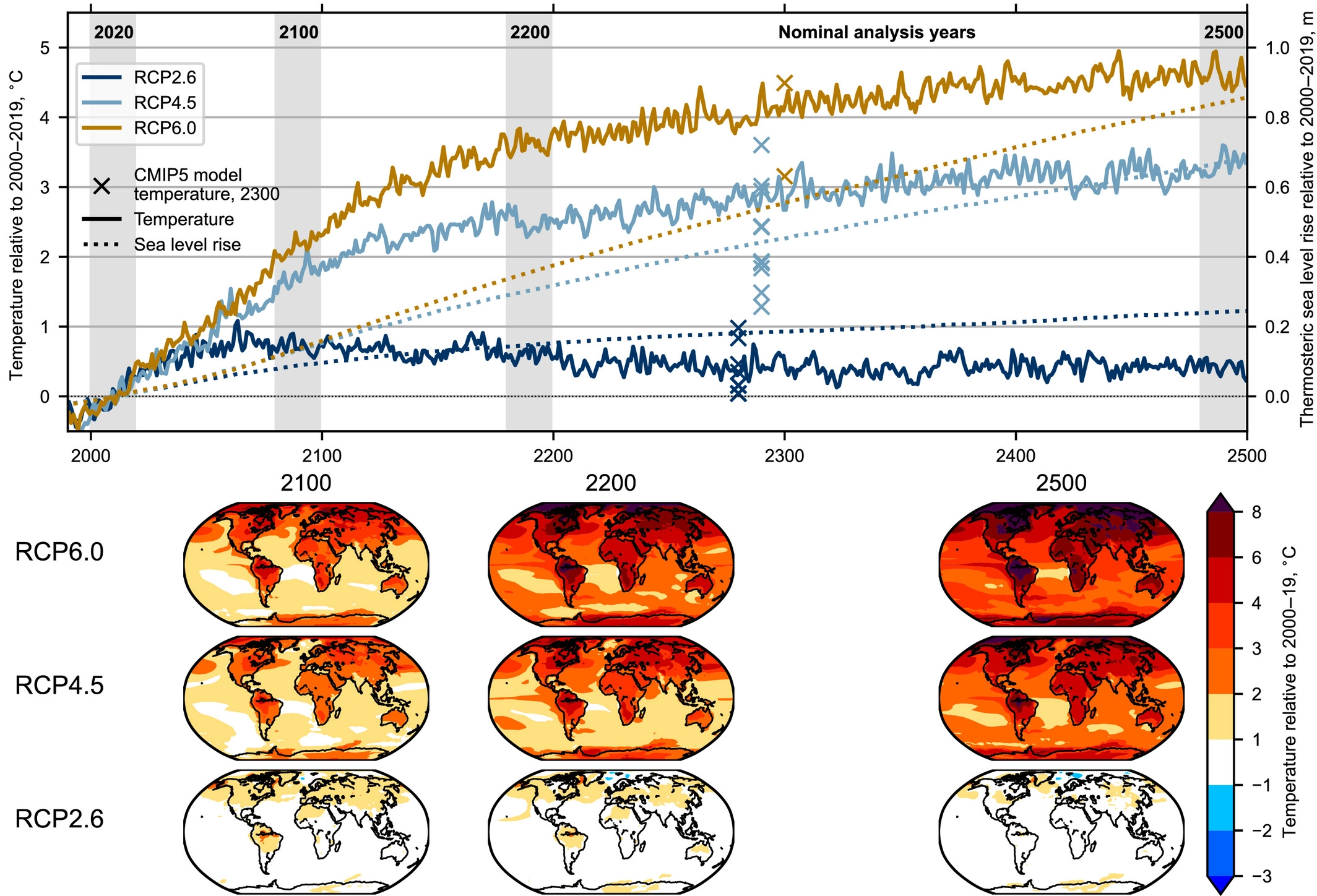
根据2000-2019年数据，气候模型在不同RCP下得出的气温与海平面上升值。（点为海平面，实线为气温）

全球暖化的程度取决于人类对温室气体排放的限制能力，以及气候对温室气体的敏感程度。科学家确信大气中两倍于当前温室气体含量能够造成 2.5 °C - 4 °C 的温度提升，但人类将排放的温室气体总量仍是个未知数。对于2100年气温的预测取决于整个21世纪的温室气体排放量。
即使二氧化碳排放当即停止，地球气候也无法恢复至工业革命前的水平。在多个世纪内，气温都将会维持在当前水平。直到大约1000年后，仍有20%-30%的人为二氧化碳未被陆地或海洋吸收，它们遗留在地球大气中，维持气候的暖化。
根据目前温室气体排放标准，至2100年，气温将比工业革命前上升2.7 °C（2.0–3.6 °C, 取决于气候对温室气体的敏感程度）。假如各国作出的无条件承诺目标都得以实现，那么气温将上升2.4 °C。假如所有已采取或正在考虑碳中和的目标都可实现，那么气温将上升1.8 °C。然而，各国政府的承诺和它们作出的行动之间仍存在巨大的差异。

## 气象相关变化
气温上升可能会导致降水的增加不过对于暴风雨的影响就不这么显然。热带风暴的形成部分取决于温度“梯度”，而后者可能由于北半球极地的升温幅度高于其他部分而被减弱。
崔（Choi）和费什尔（Fisher）在《气候变化（Climate Change）》第58卷（2003）149页中预测到，每增加1%的年降雨量就会使灾害性风暴造成的损失扩大2.8%。

### 降水
温室气体导致的全球变暖促进了旱季和雨季的差异，雨季降水增加，而旱季则更为干旱。同时，全球变暖也增加了高纬度地区的降水。
高温促使地表水分蒸发，地表变得更加干燥。温暖的空气，尤其是位于海洋上方的空气可携带更多水分。温度每上升1 °C，空气可携带的水蒸气增加7%。目前已观测到降水强度、频率、总量和类型的变化。即使某个地区总降水减少，强降水事件也普遍增多。
科学家预测全球变暖将减少亚热带地区降水，增加高纬度和热带地区降水。简而言之，目前的干旱地区变得更为干旱，湿润地区变得更为湿润。不过这个结论并不能套用在所有地区，因为每个地区特定环境不同。根据气候模型估算，亚热带边缘（例如南非、澳大利亚南部、地中海和美国西南部）地区将变得更加干燥。温度上升会加快地球水循环，增加水蒸发。蒸发越快，干旱或强降水就越频繁。因此，受风暴影响的地区有更大概率出现强降水与洪灾，相反，无风暴地区的降水减少，洪灾风险降低。
陆地气温增幅高于海洋，其中北半球高纬度的增幅最大，南冰洋和北大西洋部分区域的增幅最小。未来降水变化预计遵循现在的趋势，即亚热带陆地降水减少，亚极地和赤道降水增加。

### 热浪与极端温度

IPCC 第六次评估报告（2021）预测了全球变暖下极端天气的出现频率。

全球变暖增加了热浪的发生频率，热浪是指至少连续5天内，每日最高气温高于往年最高均温5 °C。过去30-40年里，伴随有高湿度的热浪变得更加频繁。夜间高温频率增加了一倍，观察到夏天出现极端高温的区域增加了50-100倍。高湿度热浪会严重影响人类健康，而低湿度热浪则有引发山火的风险。热浪造成的死亡要多于飓风、雷电、龙卷风、洪水和地震的总和。
根据2013年的估计，相比于未发生全球变暖的情况，全球变暖使极端高温的出现频率增加了5倍。科学家使用全球变暖的中等情况预测，发现到2040年，全球每月发生的高温事件将增加12倍。研究指出，控制全球暖化在1.5 °C以下可防止大部分热带区域达到湿球温度35 °C，即超出人类生理极限温度的情形。
未来的气候变化会导致更多高温，更少低温。在大部分陆地区域，热浪的频率、强度和持续时间都将显著增加。温室气体排放与极端温度出现频率相关。全球范围而言，寒潮的频率降低。有证据表明气候变化会导致极地涡旋减弱，从而使高速气流呈现出波浪状。这会导致欧亚与北美部分区域的冬季出现极端低温。

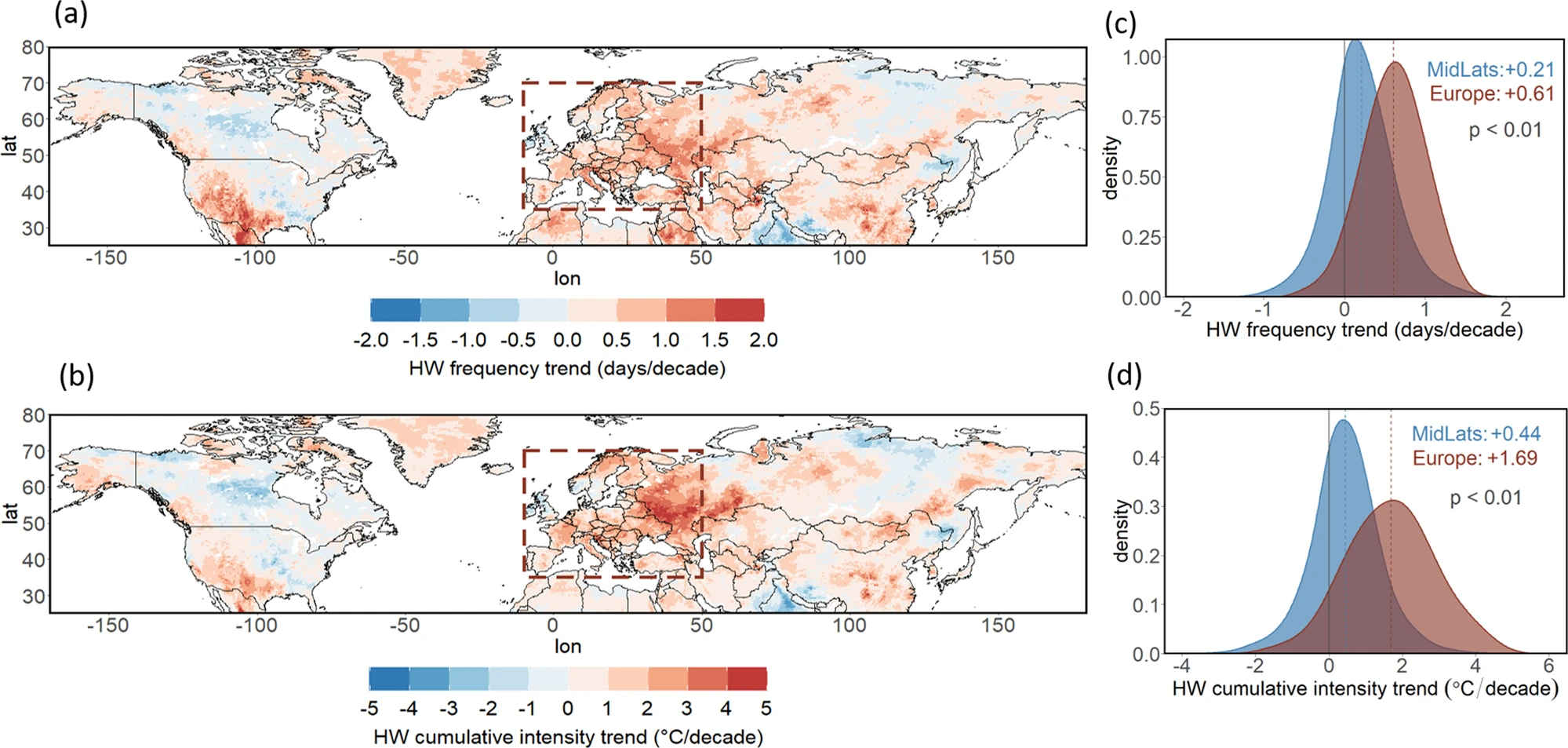
各地热浪频率变化图，根据1979-2020数据绘制。

### 极端天气
政府間氣候變化專門委員會（Intergovernmental Panel on Climate Change，IPCC）的第三份年度评估报告《2001气候变化》指出“缺乏有力的证据以显示热带和温带风暴的特征有所改变。”不过最近有一些有限的证据显示风暴的强度正在加大，比如伊曼努尔（Emanuel 2005）衡量飓风密度的“能量消耗指数”。在世界范围内，达到四级或五级的飓风——表示风速大于每秒56米——的比例从1970年代的20%上升到1990年代的35%。而由飓风带到美国的降水在二十世纪中增加了七个百分点。
持续不断恶劣天气的高风险并不意味着恶劣天气比正常天氣日要多得多的，相反，有證據表明恶劣天气和适度的降水日都增加了。
斯蒂芬·姆瓦基夫旺姆巴（Stephen Mwakifwamba）作为国家能源、环境和技术中心的协调人撰写了坦桑尼亚政府递交给联合国的气候变化报告。他说在坦桑尼亚气候变化正在发生中，“过去，我们每十年才会发生一次干旱，现在我们根本不知道它什么时候发生，他们发生的太频繁了，而且紧跟着就是洪水。气候越来越难以预测，我们也许在五月就会发生洪水或者三年就来一次干旱。以前丘陵高地是没有蚊子的，现在也有了。地下水位每天都在降，对农民来说降雨来的总是不是时候，这也引起了很多其他问题”。

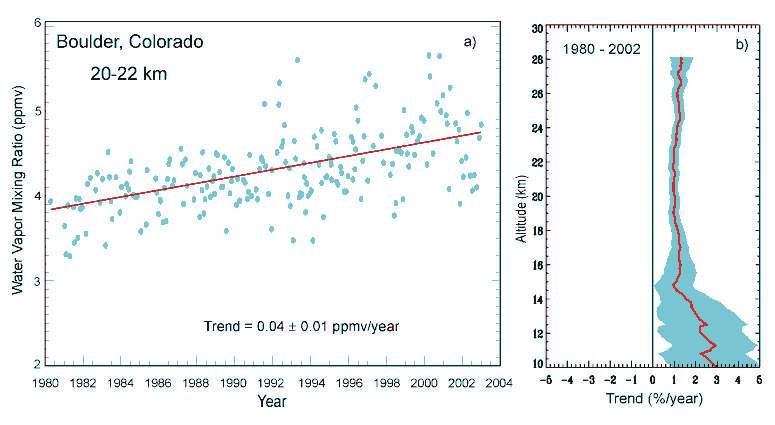
美国科罗拉多玻尔得市的蒸发量一直在持续增长

当气候变得更温暖，蒸发量将会增加。这可能导致更多的降水以及侵蚀，并且在更为脆弱的热带地区，特别是非洲，可能会加剧去森林化所导致的沙漠化。许多科学家认为全球变暖的发展可能导致了更多的极端气象的产生。IPCC的第三份年报中称：“……21世纪，全球平均水蒸气浓度以及降水量预期将会增加。至21世纪下半叶，北半球的中高纬度以及南极洲的冬季降水量很可能会增加。在低纬度会出现降水量地区性的增加，而在陆地区域上则将减少。在大多数地区，降水量年与年之间的变动很可能将会拉大，同时平均降水量增加。”
极端气象造成的损失正在快速地增长。英国保险业者协会（Association of British Insurers，ABI）称限制碳的排放将有助在2080年以前将预计的热带气旋增加所带来的年度损失减少80%。这种损失还可能因为在灾害高发地区如海岸和冲积平原上进行建筑而进一步升高。ABI还宣称对于不可避免的气候变化所造成的影响，如果能够采取必要的措施加强薄弱环节，如建造更结实耐用的建筑以及改进抗洪设施将能在长期有效地节约开支。

### 改变区域气候平衡

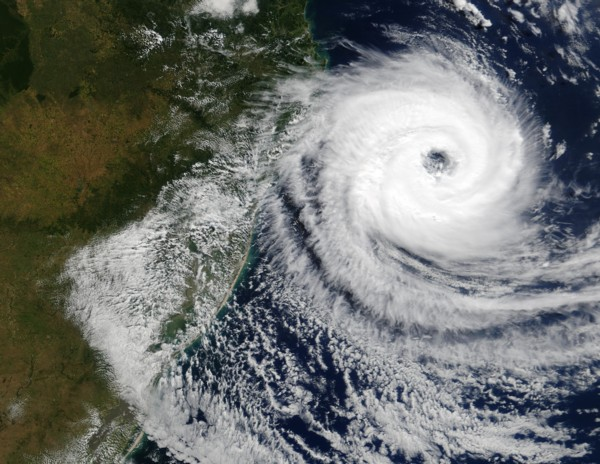
首次在南大西洋出现的飓风卡塔琳娜，2004年袭击了巴西

世界冰川面积从十九世纪以来已经减少了50%。目前在安第斯山、阿尔卑斯山、喜马拉雅山和落基山的冰川的消失速度还在迅速提高。冰川的损失不仅直接造成了山体滑坡、山洪暴发以及冰川湖的外溢，同时也增加了河流年度内流量的起伏变化。冰川日益融化使得夏季冰川变小，这种现象在许多地区都能被观察到。在高降水的年份冰川可以留住这些水，因为降雪覆盖在冰川上可以保护冰不会融化为水；而在温暖或干燥的年份，冰川则会融化释放出多余的水来弥补降水的不足 ，因此冰川是江河水量的调节者。
在北半球，北冰洋的南部地区（大约400万人居住于此）在过去的50年间温度已经上升了1至3摄氏度。加拿大、阿拉斯加和俄罗斯的一些永久冻土带已经开始融化，这有可能破坏该地区的生态系统，土壤中的细菌活性提高将导致该地区由碳元素的存储地（carbon sink）变为碳元素的释放源。一项对于东西伯利亚的研究（发表在《科学》上）表明，它的南部正在逐渐消融，导致1971年来接近11000个，即11%的湖泊的消亡。同时，西西伯利亚正在处于它永久冻土层的初阶段融解，这个过程正在创造新的湖泊，同时可能有大量的甲烷——一种额外的温室气体——被释放入大气。
飓风曾被认为是一种纯粹的北大西洋现象，在2004年4月，第一次有飓风在南半球的大西洋形成，并以144公里/小时的风速袭击了巴西；监控范围因此可能需要向南拓展1600公里，不过该飓风与全球变暖之间的关系还未有定论。

## 效应
全球变暖的效應極有可能是因為所有人類活動有意或無意的破壞了原本正常的地球環境，且尚未停止對地球環境有害的各式行為，及綜合各項原因導致出現這樣的情況。

### 海洋
海洋是气候系统中重要的一个组成部分，由于海洋的体积巨大，比热也很大，它对于环境变化的反应较迟缓，但同时也更为深远。

#### 海平面上升
随着全球温度的升高，海洋水的体积将会膨胀。同时，陆地上冰川以及极地的冰盖融化也将注入大量的液态水。如果气温增加1.5~4.5°C，海平面将上升15至95厘米（IPCC 2001）。
自从18000年前上一个冰期高峰以来，海平面已经上升了120多米。6000年前已经达到今日海水的容量，而自3000年前至19世纪初，海平面基本维持恒定，每年上升约0.1至0.2毫米；而自从1900年，这一速度上升到1–2毫米/年；TOPEX/Poseidon 的卫星高程表显示了自1992年每年3毫米的上升速度。

#### 水温升高
1950年代至1980年代间，环南极的南大洋水温升高了0.17°C，速度几乎是全世界海洋平均值的两倍。水温的升高影响了生态系统（如，海冰的融化影响了在其底部生长的海藻），同时降低了海洋吸收二氧化碳的能力。

#### 酸化
地球上的海洋吸收了许多生命活动所释放的二氧化碳，这一过程以气体溶解的方式进行，或者以海洋微生物的骨骼的形式沉入海底成为白垩或石灰石。目前，海洋的吸收量约为每人每年一吨的CO2，据估计自1800年以来海洋已经吸收了几乎一半的人类活动所释放的CO2（即一千二百亿吨的碳）。
但是在水中，二氧化碳会变成碳酸，一种弱酸。工业革命以来温室气体的排放已经使海水的平均pH值下降了0.1，达到了8.2。据预测，进一步的排放可于2100年前将其再下降0.5，这是数百万年来从未达到的数值。
有人已经观察到海水酸化可能对珊瑚（1998年以来，世界上已有16%的造礁珊瑚因為白化現象而死亡）以及带有碳酸钙贝壳的海生生物造成的致命影响。酸度的增加也能够直接影响到鱼类的生长与繁殖，以及它们赖以生存的浮游生物。

#### 热盐循环的终止？

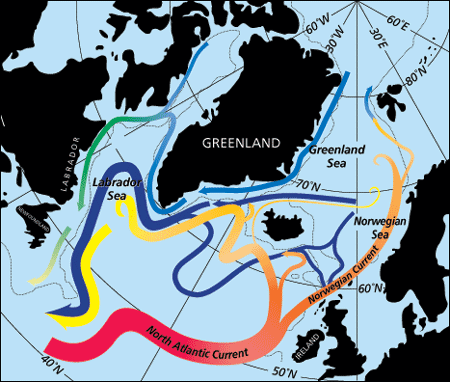
北大西洋海水流动示意图

有一种学说认为全球变暖可能通过关闭或者减缓大洋的热盐循环从而导致北大西洋局部的降温，使得当地平均气温下降，或升温较少。它影响的范围包括斯堪的纳维亚以及英国，因为它们都受北大西洋暖流的加温。这一变化的可能性仍不确定，有一些证据表明墨西哥湾流以及北大西洋暖流有减弱的迹象。然而，现在仍无迹象表明欧洲北部或附近的海域有降温的趋势，而现实情况恰恰相反。
热带的热量大部分是经由大气向两极传递的，但它也可以通过洋流来输运，热的水流靠近表面而冷水流位于深层。这一循环的典型例子是墨西哥湾流，一个风驱的环流圈，将热水从加勒比海带向北方。湾流的一个向北的分支，北大西洋暖流是热盐循环的一个环节，将热量进一步朝北带往北大西洋，在那里加热了整个西北欧。北大西洋海水的蒸发以及水温下降同时导致了盐分的增加（相对盐度），从而使表面的水密度增大。同时，海冰的形成也进一步浓缩了海水中的盐分。因此较重的表面海水向下沉降，而同时向南方潜行。全球变暖可能造成如格陵兰冰盖的融化、降水量增加、特别是西伯利亚河流的增强，从而使得注入北方海洋的淡水量增加。然而现在尚不清楚增加的淡水量是否足够切断热盐循环——环境模型给出了否定的结论，不过研究还在继续。

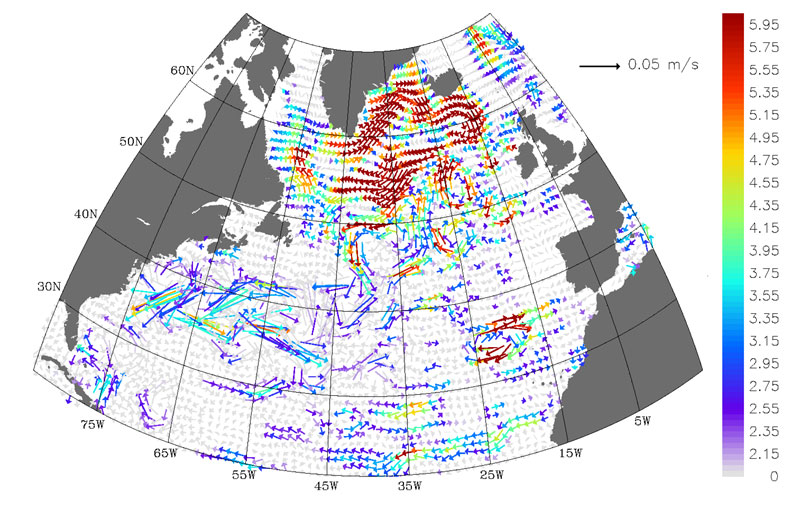
根据NASA探路者卫星高程表从1992年5月至2002年6月的数据，箭头表示速度变化的趋势，颜色表示变化的程度。注意到红色箭头的方向与上图的海流方向正好相反，佐证了循环的减缓。来源：NASA

有些人甚至担心全球变暖会重现上一个冰期中发生的一种温度大幅度突变的现象：一系列的丹斯果-奥什格尔事件（Dansgaard-Oeschger events）。这是一种气候的快速起伏，可能源于高纬度淡水流量增加而导致的热盐交换的停止。新仙女木事件（Younger Dryas）可能也是这类情况。然而，据信这些事件是由劳伦太德冰盖融出的大量淡水而导致，而非全球变暖所引致极地融化的海冰或是降水量变化所产生的淡水。另外，在大气海洋循环耦合模型中，热盐交换趋向于减弱而非中断，并且即使在欧洲的小范围内，变暖的趋势也要强于降温的势头：因而IPCC第三份年报指出“即使在热盐交换减弱的模型中，欧洲仍然呈升温的趋势”。
2004年4月，对于美国卫星数据的回顾分析似乎显示出湾流的北方回旋，北大西洋环流的减弱，因而关于湾流将被截断的假说受到了有力的支持。
2005年5月，彼得·瓦德汉姆（Peter Wadham）向《时代》周刊报道了一项在北冰洋冰层下进行的深海探测的结果，这次探测旨在测量致密的冷水所形成的巨型水柱，它们由温暖的表面水取代而沉向水底，构成了北大西洋暖流的动力之一。他和他的队伍发现这些水柱几乎已经消失。正常情况下应该存在七至十二条巨大的水柱，而他只发现了两条，并且都极为微弱。

##### 2005年末的布莱顿测量报告
新科学家（NewScientist.com）新闻机构于2005年11月30日报道说英国国家海洋学中心发现从墨西哥湾流所北行的温暖海流比1992年的上次测量数据要减少了30%。作者称目前所观察到的变化“令人别扭地接近”测量的不确定范围。然而，北大西洋却比上次测量更热。这表明要么循环并没有减弱，要么它没有理论预期中降温的效果，或者存在别的更有压倒性的因素使得降温无法实现。
“新科学家”的文章基于哈里·布莱顿（Harry L. Bryden）等人于2005年12月1日发表在《自然》（第438卷，第655-657页）的一篇文章。在同一期的《新闻与视点》专栏中，德特列夫·夸德拉塞尔（Detlef Quadrasel）重申了布莱顿等人的结果不确定性很高，但他还称，有其它因素和观察确实支持了他们的结果。夸德拉塞尔接着指出可能的后果的严重性，他援引古气候学记录，显示了海洋循环当达到某个阈值而转变的事件曾经在十数年间将气温降低了多达10°C。他总结道，更深入的观察和模型十分关键，这样可以对循环可能的灾难性的终止提供早期预警。
2005年12月6日，伊利诺伊大学香槟分校大气科学教授麦克·施莱辛格带领的研究小组称“热盐循环的停止曾经被认为是高危低概率的事件。我们的分析，虽然还有不确定的成分，显示出它是高危高概率的事件。”这仍是一个基于未发表的研究的少数人的观点。
2006年1月19日，一则冠名“气候变化：源于海洋的变化”，由奎林·希尔迈尔（Quirin Schiermeier）撰写的新闻出现在《自然》杂志（第439卷，第256-260页）上，详细叙述了对布莱顿结果的回应，包括以下几点：
- 这个结果对实地工作的科学家是一个意外。
- 模型给出的结论是足够终止热盐循环的淡水增加量在数量级上要大于目前预计出现的情况，并且这种增加似乎在最近数百年内不太可能达到关键的程度，这与布莱顿的测量很难调和。
- 如果他们的结果是正确的，那么热盐交换减弱可能不会带来预期中的欧洲降温的显著效应。
- 虽然之前的循环停止（如新仙女木事件）引起了降温，但目前的总体气候完全不同；特别是由于全球变暖的影响，海冰的形成不如从前活跃。
- 然而，热盐循环的中断可能会带来其他重要的后果，例如：大洪水和风暴的增加、浮游生物储备的危机、热带或阿拉斯加和南极出现的暖化或降雨变化。

### 生态系统
上升的气温已经开始影响生态系统。欧洲和北美的蝴蝶已经将它们的活动范围向北移动了200公里，植物跟随其后，而大型动物的迁移受到城市和公路的阻碍，没有这么迅速。在英国，春季蝴蝶比二十年前要提前平均6天出现。在北极，哈德逊湾的结冰期比三十年前要缩短了三个星期，这干扰了北极熊的生存，因为它们无法在陆地上捕食。
两份2002年发表于《自然》（第421卷）的研究调查了科学界关于最近动植物区域或季节习性的改变的研究。对于最近出现变化的物种而言，有五分之四将其活动区域向两极或高纬度迁移，出现了“难民物种”。青蛙的产卵、花的开放以及鸟的迁移平均每十年提前2.3天。一项2005年的研究结论称人类活动使温度上升及所导致的物种习性改变的原因，将这些后果和气候模型的预测相比较的结果支持了这些论断。甚至青草第一次出现在南极大陆上。
森林面临潜在增加的火灾的威胁。北美的被烧毁的北部森林的10年平均值，在数十年内一直稳定在一万平方公里左右，而自从1970年以来逐渐升高到每年超过二万八千平方公里。

#### 生态生产力
平均气温以及二氧化碳的增加可能在某时刻起具有促进生态系统生产力的效果。在大气中，二氧化碳比起氧气来说相当稀少（0.03%对比21%），这种二氧化碳的稀缺在光呼吸过程中十分明显，因为二氧化碳非常缺乏，氧气得以进入植物的叶绿体中，占据卡尔文循环中二氧化碳本来应该占有的位置。这使得形成中的糖类被破坏，阻碍了生长。卫星数据显示北半球的生产率自从1982年来已经有了增长（然而很难将这种增长归因于某个特殊因素）。
IPCC的模型预期CO2的高浓度只能在一定程度上推动植物群落的生长，因为在许多地区水或营养是限制性的因素，而非CO2或是温度；在那之后，温室效应及升温将会继续，但不会再有生长上的反馈。
瑞士树盖高程观测项目进行的一项研究表明，在高CO2浓度下，缓慢生长的树种只能在短期内得到生长的推动，而长期的获益者是藤类等快速生长的植物。一般而言，特别是在雨林中，这意味着藤类将成为占优势的物种；而由于生长周期很短，它们所积聚的碳很快就会因为腐枝的分解而重新回到大气中。相反的，缓慢生长的树木可以将空气中的二氧化碳固化数十年。

### 冰川消融

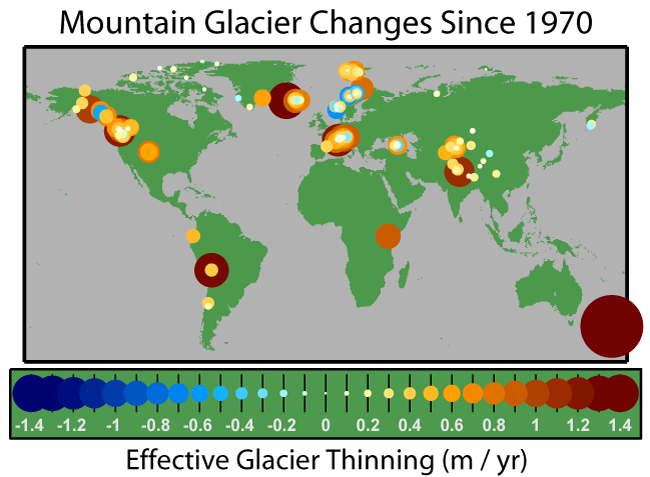
这张地图显示自1970年以来山地冰川厚度的变化，橙色和红色表示变薄，蓝色表示变厚。

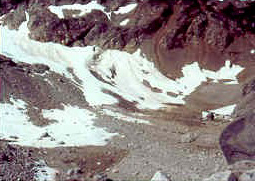
北瀑的刘易斯冰川，该地区五个完全消融的冰川之一。

在历史上，冰川在1550年至1850年小冰期间有所增长；随后直到1940年代，随着气候的回暖，全球的冰川开始回退。然而在1950年到1980年间世界范围内发生了轻微的全球降温，在许多地方冰川后退的趋势有所减缓或是被逆转。自从1980年来，冰川的后退开始变得越来越快，并且越来越普遍，其程度甚至已经对许多冰川的存在造成了威胁。这个过程自1995年来变得如此显著，以至于出现用塑料覆盖奥地利阿尔卑斯冰川以减缓融化的异事。山地冰川的后退，特别是在西北美、法兰士约瑟夫地群岛、亚洲、阿尔卑斯、印度尼西亚、非洲以及南美洲的热带和亚热带地区从19世纪末起已经提供了对全球温度升高的持续的数值记录。许多冰川的消融引起了人们对当地未来水资源问题的重视。右图所显示的是北瀑刘易斯冰川（Lewis Glacier, North Cascades）在1990年融化殆尽后所摄，它是47条北瀑冰川之一，其余所有都在消退中。
虽然接近人类社会并且对后者有重要的影响，中低纬度的山地冰川只占全球冰储量的很小一部分。大约99%的冰都位于极地和亚极地的南极和格陵兰冰盖中。这些连续的、大陆尺度的冰层厚达3千米或更多，罩在极地的陆地上。就像从一片巨大的湖泊流出的众多河流一样，有许多注出冰川将冰盖边缘的冰带入海洋。
在这些注出冰川中也观察到了回退的现象，导致冰川流速的增加。在格陵兰岛上，2000年以来已经出现数个长期以来一直维持稳定的巨型冰川的后退。人们已经研究了三个冰川：黑尔海姆（Helheim）、雅各布港（Jakobshavns）以及康格尔隆萨克（Kangerdlugssuaq）冰川，加起来总共排放格陵兰16%的冰盖。1950年代至70年代的卫星图像以及航拍照片显示冰川的前端在十数年间一直维持在原先的位置。然而2001年它开始快速地后退，在2001年和2005年间共回退了7.2公里，流速从20米/天增加到32米/天。西格陵兰的雅各布港冰川是公认的世界流动最快的冰川，它至少从1950年就持续地以大于24米/天的速率流动，而保持着稳定的前端。在2002年中，12公里长的浮动前端开始进入快速后退的阶段。冰面前端开始断裂，而瓦解出的浮动端加速至每天30米的后退速度。康格尔隆萨克冰川后退的加速度甚至更大，主干的一部分，在1988年—2001年的流速为15米/天，而在2005年夏天达到了40米/天；冰川的前端也出现了后退，并且迅速地削薄了100多米。

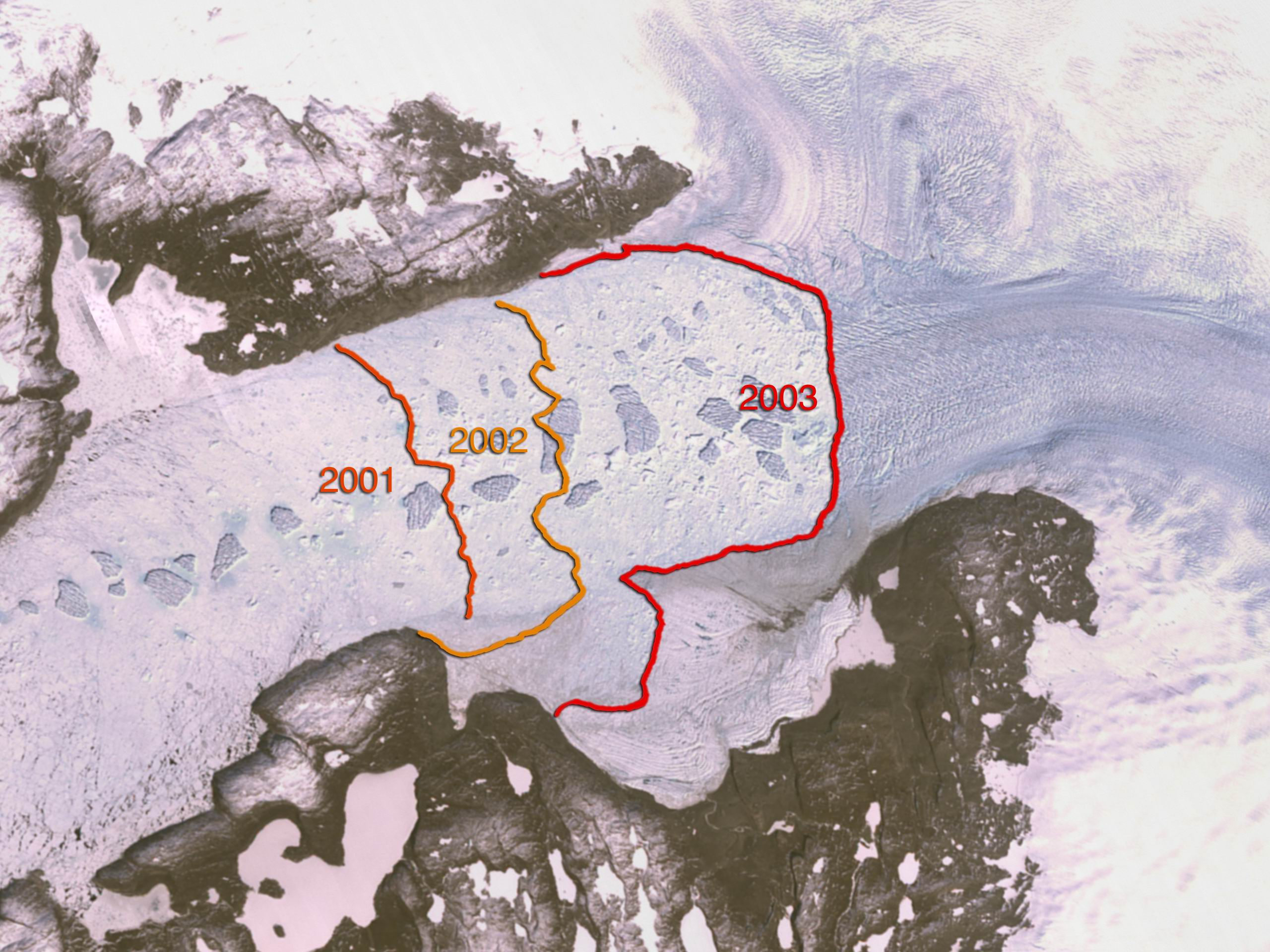
卫星照片显示雅各布港冰川在01-03年间的加速后退

冰川的后退以及加速同样出现在西南极冰盖的两条主要注出冰川上，注入阿蒙森海的松树岛（Pine Island）冰川每年变薄3.5 ± 0.9 m，并在3.8年内后退了五公里。冰川的终端，一个浮动的冰架，其浮动的端点每年后退1.2公里。这个冰川已经排出西南极冰盖大量的存量，被称为这块冰盖柔软的小腹（薄弱点）。同样的变薄模式在临近的特怀特（Thwaites）冰川也非常明显。

### 进一步的变暖效应
有些全球变暖的效应能夠引起进一步的变暖，成为一种正反馈。

#### 碳循环的反馈
现有一些预测和证据显示全球变暖可能导致地面生态系统释放出碳，使得大气中的CO2含量进一步升高。一些气候模型显示21世纪的全球变暖可能由于碳循环的这种反馈而被加速。最强的这一反馈来自于北半球高纬度亚寒带针叶林土壤呼吸作用的增强。特别有一个模型（HadCM3）揭示了南美热带降水的显著减少导致亚马逊雨林的消失从而引起的次级碳循环反馈的可能。虽然各个模型对于地面碳循环反馈的强度意见不一，但是它们都证实了正反馈的可能性，即对全球变暖的加速作用。
《自然》2005年9月的一篇文章称，对于英格兰土壤的观察发现它们在过去的25年间正以每年四百万吨的速度流失碳，文章的作者贝拉米（Bellamy）等人称这一结果不似土地使用的变化所致。通过将结果外推到整个英国，他们预计每年流失的碳有一千三百万吨。这同英国在《京都议定书》框架内每年减少的碳排放量大致相当（1270万吨）。

#### 森林火灾
全球温度的升高可能导致更频繁、更大范围的森林火灾的发生，它们将释放出远超过自然碳循环能够吸收的碳贮备，同时也减少了地球上现有的森林覆盖面积，形成了一个正反馈。不过另一个反馈机制是由于温度的上升导致替代林的快速增长以及森林向北的迁徙，因为北方的气候将更适宜森林生长。因此燃烧如森林等可再生能源的活动是否能够作为全球变暖的因素，这还是一个问题。

## 后果

### 经济
除了极端气象造成的直接损失之外，全球变暖还有其他经济上的效应。

#### 农业的衰退
长期以来，人们希望全球变暖能够对农业产生积极的效果，因为二氧化碳在光合作用中扮演了重要的作用，特别是在阻止光呼吸上。而光呼吸对数种作物的破坏负有责任。在冰岛，温度的上升已经使得大麦的广泛种植成为可能，而这在二十年前是不可想象的。一些变暖的效应起因于来自加勒比海的洋流的局部波动（可能是暂时的），它也影响了鱼类的储备。
虽然在一些地区可以预见局部的受益（如在西伯利亚），但最近的研究证实在全球范围内这是一个负面的影响。“更大范围的实验显示，天气温度的升高、更长时间的干旱及其二者的副作用，如近地臭氧气体的高浓度，将可能在未来的数十年内带来农作物的根本性的减产。”
此外，可能遭受最不利影响的地区就是非洲。不仅因为它的地理条件使得它特别脆弱，并且因为它70%的人口都依赖于自然降水灌溉的农业。坦桑尼亚对于气候变化的官方报告中指出通常每年有两个雨季的地区将可能得到更多，而那些只有一个雨季的地区将接受更少得多的降雨。预期的净效果将是当地的主食玉米的产量减少33%。

#### 保险业
一个直接受风险冲击的行业就是保险业。自1960年以来，重大自然灾害的数量已经翻了三倍，保险损失实质增加了十五倍（对通货膨胀进行调整后）。根据一项研究，最糟糕的灾难中有35-40%与气候变化有关（ERM, 2002）。在最近三十年间，全球受气候相关灾难影响的人口比例已线性增长到原来的两倍，从1975年的约2%上升到2001年的4%（ERM, 2002）。
英国保险业者协会宣称“气候变化不是未来几代要面对的遥远问题，它已经以各种形式存在，影响着保险业者的生意。”它还指出气候因素造成的家居和财产风险每年增加2-4%，并宣称英国的风暴和洪水损失已经在1998年-2003年间翻倍至超过六十亿英镑，相较于前一个五年来说。结果为保险金的上涨，并且在某些地方洪水灾害险对一些人来说将可能无法承担。
在美国，保险损失也大幅增加，不过根据一项研究，这个增长主要是因为脆弱的海岸地区人口和财产的增加。（Science, 284, 1943-1947）

#### 交通
溫差增大，道路、機場跑道、列車線、管路（包括輸油管、污水管、食水管），需要更頻密的維修、替換。在含永凍土的地區，更可能出現沉降。

#### 洪水
因為在過去便於海上貿易，今日世上許多大都市都位於沿岸。由於全球暖化令海水水位升高，這些城市可能要為海岸防衛投入巨大資源。各國的風險不同、荷蘭等低地國首當其衝，或須付出巨大資源來預防水浸。
在發展中國家，由於氾濫平原既是豐沃的農地，也是廉價的住地，窮人往往定居於彼。這些氾濫平原上的民居常缺乏堤壩、水浸預警系統等基建，居民也常缺乏保險、儲蓄、貸款等財務支援，協助他們在水災後重建家園。

#### 移民
一些太平洋岛国，如圖瓦盧正在面对一个全体撤离的可能性，因为对于洪水的抵抗可能对他们来说过于昂贵。图瓦卢已经同新西兰就分阶段迁移有了一个专门的协定。
在1990年代有些不同的预测将环境难民的总数定在约两千五百万（对难民的官方定义里面只有躲避迫害的一名，而没有包括环境移民）。IPCC预计2050年将存在一亿五千万环境难民，主要由于海岸线洪水、河岸侵蚀以及农业破坏。这个数字代表了2050年预计人口数100亿的1.5%。

#### 西北航道
融化中的北极冰层可能在夏天开辟出一条西北航道，将欧洲和亚洲之间的航线距离缩短9000公里。这对巨型油轮关系巨大，因为它们的体积过于庞大，不能通过巴拿馬運河，因此目前只能绕行南美最南端。根据加拿大冰面监控部门（Canadian Ice Service）的数据，加拿大东部北极群岛的总冰量在1969年至2004年间减少了15个百分点。

#### 经济发展
全球变暖的综合效应将特别危害到那些没有能力减轻这种效应的国家和人民。这将抵消经济增长和消灭贫穷的努力，并使得千年发展目标（Millennium Development Goals）的实现变得更困难。
2004年10月，气候变化及发展工作小组（Working Group on Climate Change and Development），一个发展和环境非政府组织间的协调组织，发表了一份关于气候变化对发展的影响的报告。这份报告以及2005年7月的报告预计了降雨的减少及严峻的气候灾害所导致的饥饿和疾病的上升，特别是在非洲。它们将极大地影响到相关人群的经济发展。

### 环境
全球变暖的间接证据——雪覆盖的减少、上升的海平面、气候变化——提供了全球变暖的后果的一些例子。它们说明，全球变暖不仅将影响人类的生活，同时对生态系统也造成极大的影响。全球温度的上升表示生态系统将改变，一些种类将被迫离开它们的栖息地，甚至被灭绝，而另一些可能更为繁荣。只有极少数的地面生态区域能够远离这种影响。
增加的二氧化碳当达到一定程度后将增加生态系统的生产力，但当考虑到气候变化造成的其他方面的影响后，这一变化的后果仍未可知。此外，生物量的单纯增加未必是件好事，因为即使一小部分种类的繁荣昌盛，也无法抵消生物多样性的减少。

#### 缺水
全球海面上升造成淡水污染的威胁，将影响海岸地区的饮用和灌溉用水。蒸发作用的增加使得水库的作用减少。极端气象的上升致使更多的水降落在变硬而无法吸收它们的泥土上，造成更多猛烈的洪水，而没有起到润湿土地或恢复地面水位的应有效果。在一些地区，残退的冰川威胁到了水的供应。
更高的温度降需要更多的水以作降温之用。
在萨赫尔地区，在过去的30年间年降水量已观察到有平均25%的减少。

### 健康

#### 气温升高的直接效应
升高的气温对死亡率由两个方向相反的直接作用：冬天更高的气温将减少寒潮造成的死亡，而夏天更高的温度将增加热量引发的死亡。这些变化的分布显然有分化，帕鲁蒂科夫（Palutikof）等人计算得出平均温度升高一度在冬天减少的死亡要超过夏天造成的增加，结果是每年平均死亡率减少7000。
2003年8月一场热浪袭击了欧洲，造成正常死亡率之上22,000–35,000的死亡（Schär及Jendritzky, 2004）。有90%的确定性说2003年欧洲夏天的灾害至少有一半是人类活动的影响（Stott等，2004）。
還有科學家撰文，稱平均溫度每上升攝氏一度，每年美國即會增加24,000宗謀殺，原因是體熱上升使人更加暴躁。（New Scientist, 11/5/02, review of Body Heat by Mark Blumberg.）

#### 疾病的传播
全球暖化令瘧疾等傳染病的傳病媒介能夠更廣泛地散布。在貧窮國家，傳染病的感染宗數可能因此上升；在富裕國家，這類傳染病可能已為抽乾澤地、噴灑殺蟲劑等手段所消除和控制，國民健康未必會因此而受損，但防疫措施的花費可能會因此而大大增加，帶來經濟負擔。

### 引用
1. ↑  . climate.nasa.gov. NASA. （原始内容存档于2019-12-21）.
2. ↑  . science2017.globalchange.gov. U.S. Global Change Research Program. （原始内容存档于2019-12-14）.
3. ↑   (PDF). ipcc.ch. Intergovernmental Panel on Climate Change. 2019. （原始内容存档 (PDF)于2020-01-01）.
4. ↑  . nasa.gov. NASA. 2016. （原始内容archive-date=2016-11-02 存档 请检查|archive-url=值 (帮助)于使用|archiveurl=需要含有|archivedate= (帮助)）.
5. ↑  Oppenheimer, M., et al., Section 19.7.1: Relationship between Adaptation Efforts, Mitigation Efforts, and Residual Impacts, in: Chapter 19: Emergent risks and key vulnerabilities (archived 20 October 2014), pp.1080–1085, in IPCC AR5 WG2 A 2014
6. ↑  Oppenheimer, M., et al., Section 19.6.2.2. The Role of Adaptation and Alternative Development Pathways, in: Chapter 19: Emergent risks and key vulnerabilities (archived 20 October 2014), pp.1072–1073, in IPCC AR5 WG2 A 2014
7. ↑  . NASA.gov. （原始内容存档于21 February 2022）.
8. 1 2  IPCC SROCC Summary for Policymakers. 2019. p. 9.
9. ↑  IPCC SRCCL Summary for Policymakers. 2019. p. 9.
10. ↑  Rosenzweig;  et al, , , Executive summary,   [28 December 2018], （原始内容存档于23 December 2018）
11. ↑  Pecl, Gretta T.; Araújo, Miguel B.; Bell, Johann D.; Blanchard, Julia; Bonebrake, Timothy C.; Chen, I.-Ching; Clark, Timothy D.; Colwell, Robert K.; Danielsen, Finn; Evengård, Birgitta; Falconi, Lorena. . Science. 31 March 2017, 355 (6332): eaai9214  [11 January 2020]. ISSN 0036-8075. PMID 28360268. S2CID 206653576. doi:10.1126/science.aai9214. hdl:10019.1/120851 . （原始内容存档于20 December 2019）.
12. ↑  Settele, J.; Scholes, R.; Betts, R.; Bunn, S.;  et al.  (PDF). . 2014: 300  [2 January 2020]. （原始内容存档 (PDF)于19 December 2019）.
13. ↑  Hoegh-Guldberg, O.; Jacob, D.; Taylor, M.; Bindi, M.;  et al.  (PDF). . 2018: 179  [15 December 2019]. （原始内容存档 (PDF)于15 November 2019）.
14. ↑  Director, International. . International Director. 15 October 2018  [15 December 2019]. （原始内容存档于2 January 2020）.
15. ↑  Hoegh-Guldberg, O.; Jacob, D.; Taylor, M.; Bindi, M.;  et al.  (PDF). . 2018: 212–213, 228, 252  [15 December 2019]. （原始内容存档 (PDF)于15 November 2019）.
16. ↑  Schneider, S.H.;  et al, , , Distribution of Impacts, in: Sec 19.3.7 Update on 'Reasons for Concern',   [28 December 2018], （原始内容存档于23 December 2018）
17. ↑  Wilbanks, T.J.;  et al, , , Sec 7.4.2.5 Social issues and Sec 7.4.3 Key vulnerabilities,   [28 December 2018], （原始内容存档于23 December 2018）
18. ↑  . 2019: 7.
19. ↑  Climate Change Is Already Driving Mass Migration Around the Globe 的存檔，存档日期18 December 2019., Natural Resources Defense Council, 25 January 2019
20. ↑  .   [2006-03-25]. （原始内容存档于2007-03-03）.
21. ↑  .   [2006-03-25]. （原始内容存档于2007-12-09）.
22. ↑  Kennedy, John; Ramasamy, Selvaraju; Andrew, Robbie; Arico, Salvatore; Bishop, Erin; Braathen, Geir. . Geneva: Chairperson, Publications Board, World Meteorological Organization. 2019: 6  [24 November 2019]. ISBN 978-92-63-11233-0. （原始内容存档于12 November 2019）.
23. ↑  IPCC, 2013: Summary for Policymakers. 的存檔，存档日期26 July 2019. In: Climate Change 2013: The Physical Science Basis. Contribution of Working Group I to the Fifth Assessment Report of the Intergovernmental Panel on Climate Change p.20
24. ↑  Davy, Richard; Esau, Igor; Chernokulsky, Alexander; Outten, Stephen; Zilitinkevich, Sergej. . International Journal of Climatology. 2017, 37 (1): 79–93. Bibcode:2017IJCli..37...79D. ISSN 1097-0088. doi:10.1002/joc.4688 .
25. ↑  Schneider;  et al, , , Sec. 19.3.1 Introduction to Table 19.1,   [28 December 2018], （原始内容存档于23 December 2018）, in IPCC AR4 WG2 2007.
26. ↑  Joyce, Christopher. . NPR. 30 August 2018  [29 December 2019]. （原始内容存档于29 December 2019）.
27. ↑  Jansen, E.; Overpeck, J.; Briffa, K. R.; Duplessy, J.-C.;  et al. . . . Sec. 6.3.2 What Does the Record of the Mid-Pliocene Show?  [28 December 2018]. （原始内容存档于23 December 2018）.
28. ↑  Oppenheimer, M.; Glavovic, B.; Hinkel, J.; van de Wal, R.;  et al.  (PDF). . 2019: 323  [3 January 2020]. （原始内容存档 (PDF)于20 December 2019）.
29. ↑  . Scienmag: Latest Science and Health News. 14 October 2021  [18 October 2021]. （原始内容存档于18 October 2021）.
30. ↑  Lyon, Christopher; Saupe, Erin E.; Smith, Christopher J.; Hill, Daniel J.; Beckerman, Andrew P.; Stringer, Lindsay C.; Marchant, Robert; McKay, James; Burke, Ariane; O'Higgins, Paul; Dunhill, Alexander M.; Allen, Bethany J.; Riel-Salvatore, Julien; Aze, Tracy. . Global Change Biology. 2021, 28 (2): 349–361. ISSN 1365-2486. PMID 34558764. S2CID 237616583. doi:10.1111/gcb.15871 （英语）.
31. ↑  Thomas R. Karl; Jerry M. Melillo; Thomas C. Peterson (编). .  (PDF). : 22–24  [2 May 2013]. （原始内容存档 (PDF)于15 November 2019）.
32. ↑  . Carbon Brief. 9 August 2021  [12 February 2022]. （原始内容存档于2021-08-17） （英语）.
33. ↑  United Nations Environment Programme (UNEP),  (PDF), , UNEP, November 2010, （原始内容 (PDF)存档于27 May 2011）, p.28. This publication is also available in e-book format 美國國會圖書館的存檔，存档日期25 November 2010
34. ↑  Collins, M.; Knutti, R.; Arblaster, J. M.; Dufresne, J.-L.;  et al.  (PDF). . 2013: 1104  [3 January 2020]. （原始内容存档 (PDF)于19 December 2019）.
35. ↑  . Climate Action Tracker. 9 November 2021. （原始内容存档于26 January 2022）.
36. ↑  . IPCC.   [2006-03-25]. （原始内容存档于2007-12-31）.
37. ↑  . IPCC.   [2006-03-25]. （原始内容存档于2007-11-22）.
38. ↑  .   [2006-03-25]. （原始内容存档于2007-11-23）.
39. 1 2  IPCC AR6 WG1 Ch8 2021，第8-6, line 51頁
40. ↑  IPCC AR6 WG1 Ch8 2021，第8-6,8–119頁
41. ↑  , : 8,   [17 December 2012], （原始内容存档于27 June 2019）
42. ↑   本条目引用的公有领域材料。材料来自NOAA的文档：NOAA.  (PDF). GFDL Climate Modeling Research Highlights. February 2007, 1 (5)  [2022-09-06]. （原始内容存档 (PDF)于2016-03-04）.. Revision 15 October 2008, 4:47:16 PM.
43. ↑  IPCC, Synthesis Report Summary for Policymakers （页面存档备份，存于）, Section 3: Projected climate change and its impacts （页面存档备份，存于）, in IPCC AR4 SYR 2007.
44. ↑  NOAA.  (PDF). GFDL Climate Modeling Research Highlights. February 2007, 1 (5): 1. （原始内容 (PDF)存档于26 February 2013）.
45. ↑   (PDF). . Intergovernmental Panel on Climate Change. 2021. p. SPM-23 Fig. SPM.6. （原始内容存档 (PDF)于4 November 2021）.
46. ↑  Global Warming Makes Heat Waves More Likely, Study Finds 的存檔，存档日期7 August 2018. 10 July 2012 The New York Times
47. ↑  Hansen, J; Sato, M; Ruedy, R. . Proceedings of the National Academy of Sciences. 2012, 109 (37): E2415–23. Bibcode:2012PNAS..109E2415H. PMC 3443154 . PMID 22869707. doi:10.1073/pnas.1205276109 .
48. ↑  Heat wave: meteorology 的存檔，存档日期15 February 2020.. Encyclopedia Britannica. Retrieved 1 April 2019.
49. ↑  . Climate Communication.   [16 August 2018]. （原始内容存档于12 July 2018）.
50. ↑  Coumou, D.; Robinson, A.; Rahmstorf, S. . Climatic Change. 2013, 118 (3–4): 771. Bibcode:2013ClCh..118..771C. S2CID 121209624. doi:10.1007/s10584-012-0668-1.
51. ↑  Zhang, Yi; Held, Isaac; Fueglistaler, Stephan. . Nature Geoscience. 8 March 2021, 14 (3): 133–137  [2022-09-06]. ISSN 1752-0908. S2CID 232146008. doi:10.1038/s41561-021-00695-3. （原始内容存档于2023-02-19） （英语）.
52. ↑  Milman, Oliver. . The Guardian. 8 March 2021  [22 July 2022]. （原始内容存档于2022-11-22） （英语）.
53. ↑  IPCC (2013), Table SPM.1, in Summary for Policymakers, p. 5 (archived PDF), in IPCC AR5 WG1 2013
54. ↑  Stocker, T.F., et al. (2013), Temperature Extremes, Heat Waves and Warm Spells, in: TFE.9,  in: Technical Summary, p. 111 (archived PDF), in IPCC AR5 WG1 2013
55. ↑  .  (PDF). Intergovernmental Panel on Climate Change. 2021: SPM-10. （原始内容存档 (PDF)于4 November 2021）.
56. ↑  NOAA. . www.climate.gov. 16 February 2022  [19 February 2022]. （原始内容存档于2023-02-20） （英语）.
57. ↑  . BBC News. 2 September 2021  [20 October 2021]. （原始内容存档于20 October 2021）.
58. ↑  Cohen, Judah; Agel, Laurie; Barlow, Mathew; Garfinkel, Chaim I.; White, Ian. . Science. 3 September 2021, 373 (6559): 1116–1121. Bibcode:2021Sci...373.1116C. PMID 34516838. S2CID 237402139. doi:10.1126/science.abi9167.
59. ↑  Douglas, Erin. . The Texas Tribune. 14 December 2021  [15 December 2021]. （原始内容存档于2023-02-01） （英语）.
60. ↑  Rousi, Efi; Kornhuber, Kai; Beobide-Arsuaga, Goratz; Luo, Fei; Coumou, Dim. . Nature Communications. 4 July 2022, 13 (1): 3851. ISSN 2041-1723. doi:10.1038/s41467-022-31432-y  （英语）.
  - News report: Fountain, Henry. . The New York Times. 18 July 2022  [21 August 2022].
61. ↑  .   [2006-03-25]. （原始内容存档于2006-04-27）.
62. ↑  .   [2006-03-25]. （原始内容存档于2007-02-08）.
63. ↑  .   [2006-03-25]. （原始内容存档于2006-05-09）.
64. ↑  .   [2006-03-25]. （原始内容存档于2009-03-11）.
65. ↑   (PDF).   [2007-11-30]. （原始内容 (PDF)存档于2007-11-28）.
66. ↑  In the land where life is on hold （页面存档备份，存于）,英國衛報
67. ↑  .   [2006-03-25]. （原始内容存档于2007-12-31）.
68. ↑  .   [2006-03-25]. （原始内容存档于2007-12-09）.
69. ↑   (PDF).   [2012-12-07]. （原始内容 (PDF)存档于2013-06-05）.
70. 1 2  .   [2006-03-25]. （原始内容存档于2006-06-13）.
71. ↑  .   [2006-03-25]. （原始内容存档于2006-07-17）.
72. ↑  .   [2006-03-25]. （原始内容存档于2006-03-07）.
73. ↑  .   [2006-03-25]. （原始内容存档于2006-12-06）.
74. ↑  .   [2006-03-25]. （原始内容存档于2006-02-24）.
75. ↑  .   [2006-03-25]. （原始内容存档于2007-12-13）.
76. ↑  .   [2006-03-25]. （原始内容存档于2005-01-07）.
77. ↑  .   [2006-03-25]. （原始内容存档于2008-06-20）.
78. ↑  .   [2006-03-25]. （原始内容存档于2011-01-12）.
79. ↑  .   [2006-03-25]. （原始内容存档于2006-06-14）.
80. ↑  .   [2006-03-25]. （原始内容存档于2006-03-07）.
81. ↑  .   [2006-03-25]. （原始内容存档于2006-02-17）.
82. ↑  .   [2006-03-25]. （原始内容存档于2006-02-21）.
83. ↑  .   [2006-03-25]. （原始内容存档于2006-02-15）.
84. ↑  .   [2006-03-25]. （原始内容存档于2017-03-19）.
85. ↑  .   [2006-03-25]. （原始内容存档于2016-03-05）.
86. ↑  .   [2006-03-25]. （原始内容存档于2018-12-22）.
87. ↑  .   [2006-03-25]. （原始内容存档于2006-01-12）.
88. ↑  .   [2006-03-25]. （原始内容存档于2006-02-20）.
89. ↑  .   [2006-03-25]. （原始内容存档于2006-04-27）.
90. 1 2  .   [2006-03-25]. （原始内容存档于2009-01-06）.
91. ↑  .   [2006-03-25]. （原始内容存档于2006-04-27）.
92. ↑  《自然》链接 （页面存档备份，存于），需要注册
93. ↑  438, 565-566,  （页面存档备份，存于）
94. ↑  .   [2006-03-25]. （原始内容存档于2006-05-27）.
95. ↑  《自然》杂志 （页面存档备份，存于），需要注册；同时参见RealClimate （页面存档备份，存于）
96. ↑   (PDF).   [2006-03-25]. （原始内容 (PDF)存档于2006-05-03）.
97. ↑  .   [2006-03-25]. （原始内容存档于2009-10-01）.
98. ↑   (PDF).   [2006-03-25]. （原始内容 (PDF)存档于2006-01-08）.
99. ↑  .   [2006-03-25]. （原始内容存档于2005-02-23）.
100. ↑   (PDF).   [2010-03-11]. （原始内容 (PDF)存档于2006-09-17）.
101. ↑  .   [2006-03-25]. （原始内容存档于2016-06-03）.
102. ↑  .   [2006-03-25]. （原始内容存档于2014-02-22）.
103. ↑  .   [2006-03-25]. （原始内容存档于2011-09-27）.
104. 1 2  .   [2006-03-25]. （原始内容存档于2013-05-18）.
105. ↑  .   [2006-03-25]. （原始内容存档于2011-05-31）.
106. ↑  （页面存档备份，存于） The Dynamics of Glacier System Response: Tidewater Glaciers and the Ice Streams and Outlet Glaciers of Greenland and Antarctica I - Cryosphere [C]
107. ↑  .   [2006-03-25]. （原始内容存档于2005-09-21）.
108. ↑  .   [2006-03-25]. （原始内容存档于2007-09-29）.
109. ↑   （页面存档备份，存于）,英國衛報
110. ↑   （页面存档备份，存于）,英國衛報
111. ↑  .   [2006-03-25]. （原始内容存档于2006-03-09）.
112. ↑  Frozen assets （页面存档备份，存于）,英國衛報,2005年6月30日
113. ↑  The Independent, April 27, 2005, "Climate change poses threat to food supply, scientists say" - report on this event （页面存档备份，存于）
114. ↑  .   [2006-03-25]. （原始内容存档于2006-09-04）.
115. ↑   (PDF).   [2006-03-25]. （原始内容 (PDF)存档于2006-06-14）.
116. ↑   (PDF).   [2006-03-25]. （原始内容存档 (PDF)于2009-03-20）.
117. ↑  .   [2006-03-25]. （原始内容存档于2011-09-27）.
118. ↑  .   [2006-03-25]. （原始内容存档于2006-06-13）.
119. ↑  .   [2006-03-25]. （原始内容存档于2008-05-17）.
120. ↑  .   [2005-02-23]. （原始内容存档于2005-02-23）.
121. ↑  .   [2006-03-25]. （原始内容存档于2006-11-15）.
122. ↑   (PDF).   [2006-03-25]. （原始内容存档 (PDF)于2003-04-06）.
123. ↑   (PDF).   [2006-03-25]. （原始内容存档 (PDF)于2005-09-12）.
124. ↑   (PDF).   [2006-03-25]. （原始内容存档 (PDF)于2007-09-27）.
125. ↑  .   [2006-03-25]. （原始内容存档于2018-01-06）.
126. ↑   (PDF).   [2006-03-25]. （原始内容 (PDF)存档于2005-09-12）.
127. ↑  .   [2006-03-25]. （原始内容存档于2006-12-24）.
128. ↑  .   [2006-03-25]. （原始内容存档于2006-01-11）.